# Bernadette Rogé
Pour les articles homonymes, voir Rogé.
Bernadette Rogé, née le 20 juin 1951, est une psychologue française et professeure de psychologie à l'université Toulouse-Jean-Jaurès.

## Centres d'intérêt professionnels
B. Rogé est spécialiste des troubles du spectre autistique, et de leur diagnostic.
Ses travaux sur l'autisme, qu'elle définit comme un trouble neuro-développemental, sont reconnus au niveau international.
Au début des années 2010, elle crée notamment une unité d’évaluation de l’autisme au CHU de Toulouse, et la dirige pendant 15 ans.
Elle est membre senior de l’Institut universitaire de France (2012-2017).
Elle préside le comité scientifique de l'association pour la recherche sur l'autisme et la prévention des inadaptations, et a été vice-présidente de l’association française de thérapie comportementale et cognitive.
Elle a adapté au français l' ADOS-2 et a montré que le test M-CHAT était utile pour détecter l'autisme chez le jeune enfant dès 24 mois.

## Prises de position
Elle s'est prononcée contre le packing en 2009, affirmant que sa justification s'appuie sur « des conceptions psychanalytiques qui se sont avérées erronées ».
En 2011, elle soutient la diffusion du film documentaire Le Mur. Elle se déclare opposée à l'approche psychanalytique de l'autisme qu'elle qualifie d'« idée poussiéreuse », et salue le choix des recommandations de la Haute autorité de santé d'écarter la psychanalyse des approches consensuelles de prise en charge de l'autisme en 2012.

## Publications
- «Autisme : l'option biologique 1. Recherche», avec Jacqueline Nadel, Psychologie française, Grenoble, Pug, 1998
- (dir.) « Autisme : l'option biologique 2. Prise en charge », avec Jacqueline Nadel, Psychologie Française, Grenoble, Pug, 1998
- « Le diagnostic précoce de l'autisme : données actuelles », Enfance, 2002/1 (Vol. 54), p. 21-30. DOI : 10.3917/enf.541.0021. [lire en ligne]

## Distinctions
- 2014 : chevalier de la Légion d'honneur[8].